# Hochstadel
Hochstadel är ett berg i Österrike.   Det ligger i distriktet Lienz och förbundslandet Tyrolen, i den centrala delen av landet, 300 km sydväst om huvudstaden Wien. Toppen på Hochstadel är 2 681 meter över havet, eller 348 meter över den omgivande terrängen. Bredden vid basen är 1,4 km. Hochstadel ingår i Lienzer Dolomiten.
Terrängen runt Hochstadel är huvudsakligen mycket bergig. Närmaste större samhälle är Lienz, 10,1 km nordväst om Hochstadel. 
I omgivningarna runt Hochstadel växer i huvudsak blandskog. Runt Hochstadel är det ganska glesbefolkat, med 27 invånare per kvadratkilometer.